# Aš
Aš [aʃ] (deutsch Asch) ist eine Stadt in Nordwestböhmen in Tschechien. Sie war in den Zeiten der Habsburgermonarchie (Österreich-Ungarn) ein Zentrum der Textilindustrie.

## Geographie

### Geographische Lage

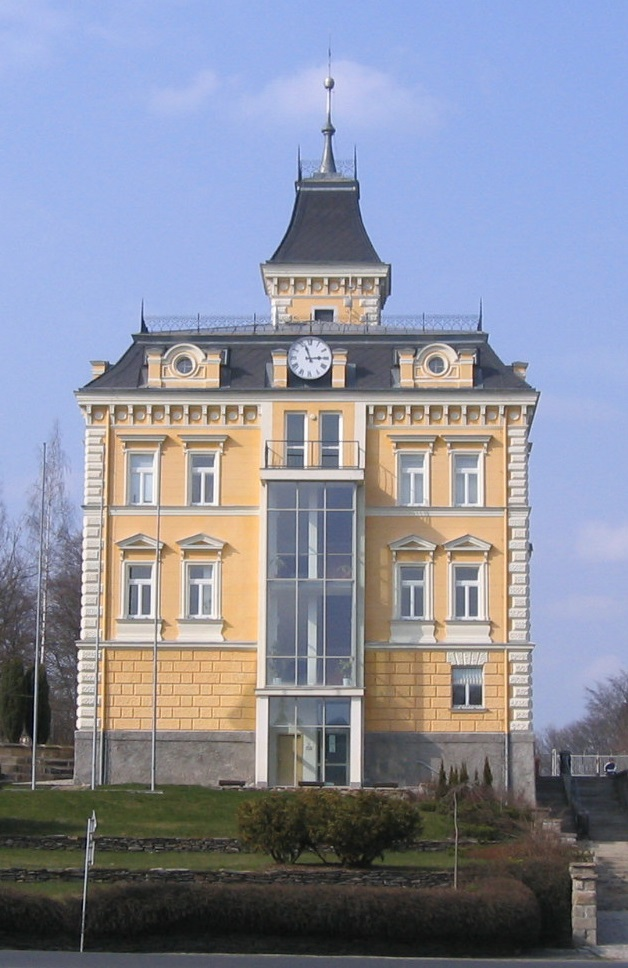
Rathaus

Die Stadt liegt nahe der äußersten Spitze Nordwestböhmens, im tschechischen Teil des Elstergebirges. Die Ortslage erstreckt sich im oberen Tal des Ašský potok bis zur Wasserscheide mit dem Račí potok/Selbbach. Östlich erhebt sich der Skřivánčí vrch (Lerchenpöhl), im Südosten der Ascher Berg, südlich der Große und der Kleine Kegelberg, im Westen der Selbský vrch (Selber Berg) und der Kaplanberg sowie nordöstlich der Háj (Hainberg, 758 m n.m.). Aš ist Zentrum des Ascher Ländchens (tschechisch Ašsko), auch böhmisches Vogtland genannt. Im Hinblick auf die geografische Lage und die Form der Grenzziehung gibt es auch die Bezeichnung Ascher Zipfel, denn sowohl im Westen und Nordwesten als auch im Osten grenzt das Stadtgebiet von Aš an Deutschland und ragt wie ein Finger in das deutsche Staatsgebiet hinein. Verwaltungsmäßig gehört die ehemalige Bezirksstadt zum Okres Cheb.

### Stadtgliederung
Die Stadt Aš besteht aus den Ortsteilen Aš (Asch), Dolní Paseky (Niederreuth), Doubrava (Grün), Horní Paseky (Oberreuth), Kopaniny (Krugsreuth), Mokřiny (Nassengrub), Nebesa (Himmelreich, früher auch Egrisch Reuth), Nový Žďár (Neuenbrand) und Vernéřov (Wernersreuth), die zugleich auch Katastralbezirke bilden. Grundsiedlungseinheiten sind Aš-u stadionu, Blata, Dolní Paseky, Doubrava, Hlavní-Okružní, Horní Paseky, Kopaniny, Mokřiny, Na výsluní, Nebesa, Nový Žďár, Pod Hájem, Pod Skřivánčím vrchem, Průmyslový obvod, Selbský vrch, U rozhledny, U zastávky, Vernéřov und Za nádražím.

### Nachbarorte
| Krásná (Schönbach b. Asch) | Podhradí (Neuberg), Hranice (Roßbach)       | Bad Elster   |
| Rehau, Selb                | Kompassrose, die auf Nachbargemeinden zeigt | Bad Brambach |
|                            | Hazlov (Haslau)                             |              |

## Geschichte

### Von den Anfängen bis 1900

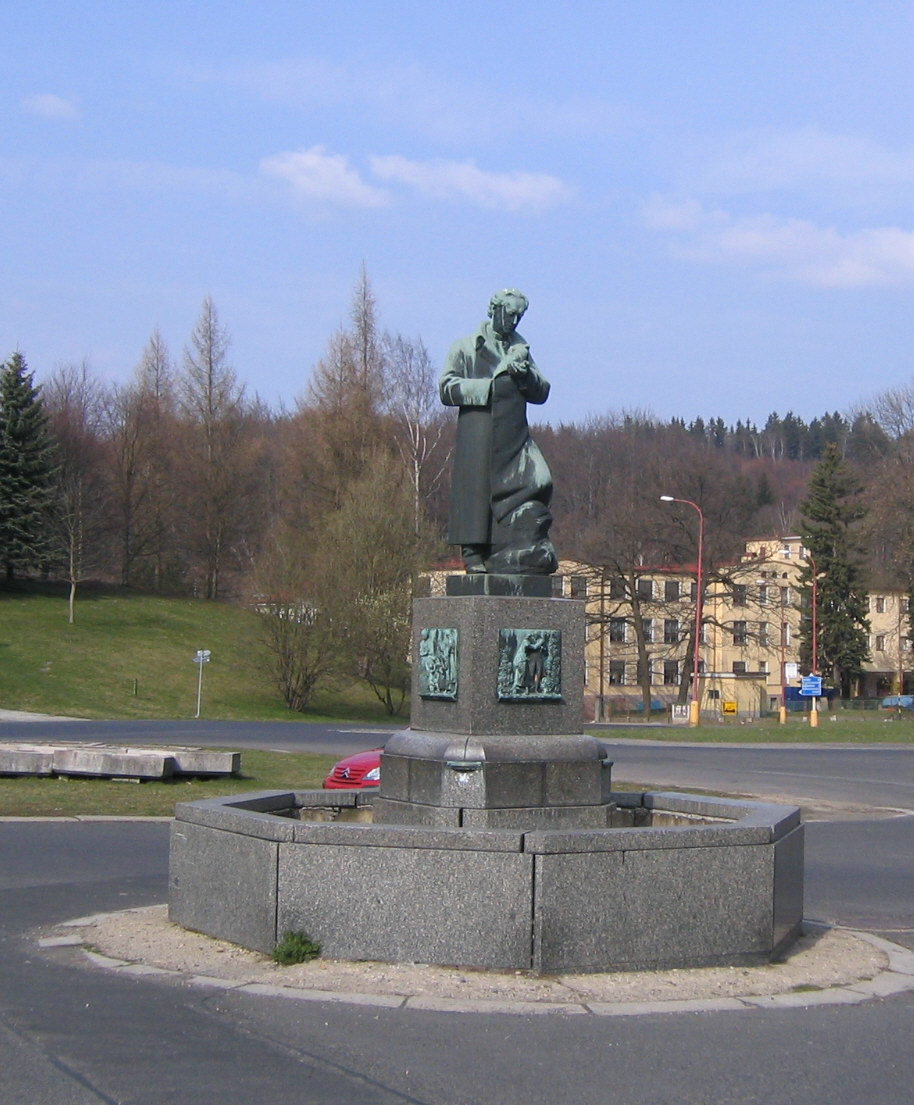
Goethedenkmal vor dem Rathaus

Die Besiedlung des Ascher Ländchens begann etwa im 11. Jahrhundert durch bairische Kolonisten aus dem Nordgau (Bayern). Die Mundart in der Stadt Asch war – wie im südlich angrenzenden Egerland – nordbairisch. Auch im nördlich angrenzenden Vogtland wird diese Mundart in den Ortschaften nahe der tschechischen Grenze in Adorf, Markneukirchen und deren Umgebung gesprochen, noch ausgeprägter in der Umgebung von Bad Brambach. Hier wird sie als Südvogtländisch bezeichnet.
Erste nachweisbare Lehensherren des Gebietes um Asch waren die Vögte von Weida, daher wird es auch als böhmisches Vogtland oder Ascher Ländchen bezeichnet. 1281 übergab der Kaiser des Deutschen Reiches den Vögten von Weida das Gebiet als Reichslehen, das 1331 an Johann von Böhmen verkauft wurde. Weitere Lehensträger folgten. 1394 starb Konrad von Neuberg ohne männliche Nachkommen. Durch die Heirat seiner Tochter Hedwig von Neuberg mit Konrad von Zedtwitz kam die Herrschaft Asch, die Asch und vierzehn Dörfer umfasste, 1400 in den Besitz der Herren von Zedtwitz.
Auf dem Schlossberg von Asch (inmitten einer Parkanlage) befinden sich noch heute geringe Reste der abgegangenen Burg Asch (Siehe auch Stadtmuseum Aš).

1557 wurde das Gebiet um Asch durch Dekret Ferdinands I. ein reichsunmittelbares Lehen des Königreichs Böhmen. Das Gebiet war wie das südlich angrenzende Egerland mit der Stadt Eger in drei Generationen von 1555 bis etwa 1630 evangelisch-lutherisch. Mit der Rekatholisierung in Böhmen während des Dreißigjährigen Krieges um 1631 wurden Eger und das Egerland wieder römisch-katholisch.

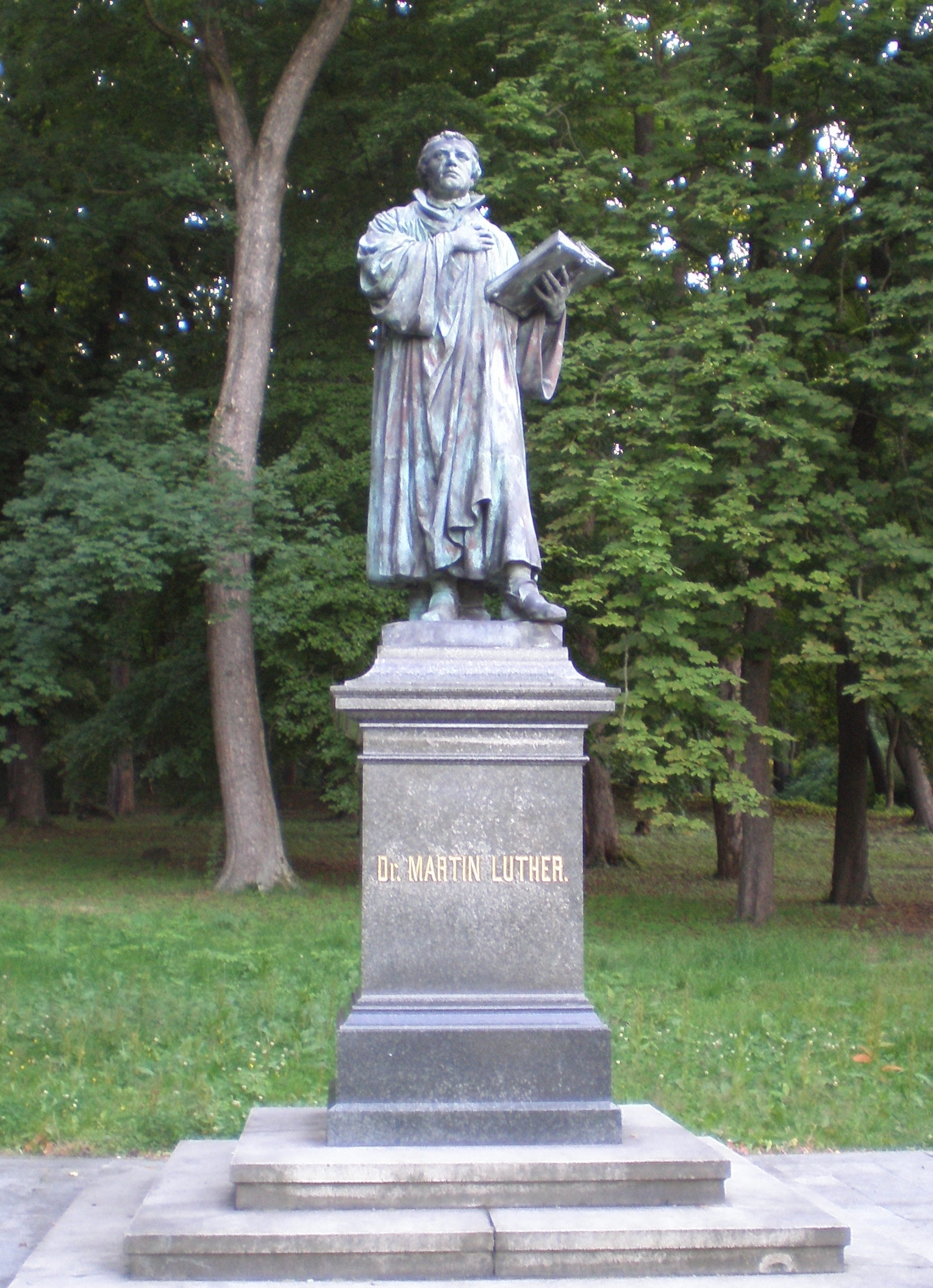
Lutherdenkmal in Aš (1883), einziges Lutherdenkmal in Böhmen

Nach dem Westfälischen Frieden von 1648 blieb Asch evangelisch-lutherisch und Anhänger der Reformation. Nach den vergeblichen Versuchen von 1736 und 1746 wurde die Herrschaft Asch am 16. Dezember 1774 von Kaiserin Maria Theresia von Österreich nach langem Widerstand der Herren von Zedtwitz mediatisiert. Dadurch verlor das Ascher Ländchen seine Unabhängigkeit und wurde 1806 in das Königreich Böhmen eingegliedert.
Anstelle des abgerissenen Schlosses der Grafen Zedtwitz (Straße: Mikulášská 3) neben der Kirche St. Nikolaus befindet sich heute eine Fabrikantenvilla, die das Stadtmuseum Asch beherbergt.
Der evangelisch-lutherischen Region Asch im römisch-katholischen Böhmen sicherte Kaiserin Maria Theresia Glaubensfreiheit zu, die durch die Toleranzpatente ihres Sohnes Joseph II. bestätigt wurde.

Bahnhof Asch, 1903

Im Jahr 1854 wurde in Asch nach der Bauernbefreiung und dem Ende der Erbuntertänigkeit im Jahr 1848 ein Kreisgericht eingerichtet, das dem Gerichtsbezirk Asch vorstand. Die Rechte der von Zedtwitz aus der Feudalzeit, die fast 500 Jahre das Gebiet beherrscht hatten, wurden aufgehoben. Die ihnen verbliebene Kirchenhoheit mussten sie schließlich 1869 aufgeben, als die evangelisch-lutherischen Gemeinden des Ascher Ländchens als Superintendentur Asch direkt der Evangelischen Kirche A. B. in Österreich unterstellt wurden. Am 1. November 1865 wurde der Bahnhof Asch zusammen mit der Bahnstrecke Eger–Oberkotzau und 1885 die später nach Adorf weitergeführte Lokalbahn nach Roßbach eröffnet. Durch die florierende Textilindustrie wuchs die Bevölkerung des Ortes. Am 1. Mai 1871 wurde in der Steinstraße 107 auf dem Werksgelände des Textil-Fabrikanten Georg Kraus eine Abend-Fachschule für Weben, Wirken und Zeichnen eröffnet. Asch wurde 1872 zur Stadt erhoben.

### Seit dem 20. Jahrhundert
Nach dem Untergang der Monarchie Österreich-Ungarn am Ende des Ersten Weltkriegs 1918 hatte ein Soldatenrat der neu gegründeten Tschechoslowakei die politische Macht in Asch inne und lehnte Forderungen der deutschen Partei aus Eger auf Anschluss an Bayern in Erinnerung an die Zugehörigkeit des Gebietes zum Nordgau ab. Die Inflation im Jahr 1923 und eine Weltwirtschaftskrise in den Jahren 1929 und 1930 setzten der Textilwirtschaft in Asch schwer zu. Im Vorfeld der Sudetenkrise besetzte ein sudetendeutsches Freikorps im März 1938 die Stadt. Im Mai 1938 erhielt die Sudetendeutsche Partei von Konrad Henlein, der längere Zeit in Asch als Lehrer tätig war, die Mehrheit der abgegebenen Stimmen.
Nach dem Münchner Abkommen gehörte die Stadt von 1938 bis 1945 zum Landkreis Asch im Reichsgau Sudetenland, Regierungsbezirk Eger, des Deutschen Reichs. Am 3. Oktober 1938 zogen in Asch reichsdeutsche Truppen ein. Der Diktator Hitler selbst kam über den Grenzübergang Selb-Asch in die Stadt. Die meisten der tschechischen Bewohner (1930: 113/0,5 %) verließen die Stadt Asch, die 1939 etwa 23.000 Einwohner hatte.
Zu Ende des Zweiten Weltkriegs am 20. April 1945 wurde Asch durch US-amerikanische Truppen auf dem Vormarsch nach Westböhmen besetzt. Im November 1945 kam Asch nach der Übergabe an sowjetische Besatzungstruppen unter sowjetische Militärverwaltung. Tschechische Personengruppen begannen im Juni 1945, die deutschen Haus- und Grundeigentümer sowie Unternehmer zu enteignen und deren Besitz zu übernehmen. Infolge der Vertreibung der Deutschböhmen verringerte sich die Zahl der Bewohner von Aš nach Kriegsende um etwa die Hälfte. In den 1950er Jahren zur Zeit des Sozialismus in der Tschechoslowakei flüchteten viele Einwohner von Aš, vor allem bedingt durch die desolate Wirtschaftslage und erleichtert durch die Grenzlage mit ihren Fluchtmöglichkeiten. Die Einwohnerzahl sank nochmals und viele Werkstätten und Fabriken wurden betriebsunfähig. Durch den Zuzug von Tschechen aus dem Landesinneren, Repatrianten, Angehörigen der Volksgruppen der Roma, der Slowaken und Vietnamesen nahm die Anzahl der Bewohner in den 1970er Jahren wieder zu.

## Bevölkerung
Bis 1945 war Asch überwiegend von Deutschböhmen besiedelt, die vertrieben wurden.
Bevölkerungsentwicklung bis 1945
| Jahr | Einwohner | Anmerkungen                                                                                          |
| ---- | --------- | --- |
| 1830 | 04.938    | in 565 Häusern                                                                                       |
| 1847 | 06.108    | in 612 Häusern, 10 % der Einwohner sind Katholiken                                                   |
| 1869 | 09.405    | [ 9 ]                                                                                                |
| 1880 | 13.209    | 9.904 Evangelische, 3250 Katholiken; Sprache der einheimischen Bev.: 11.796 deutsch, 0 tschechisch   |
| 1890 | 15.557    | 10.829 Evangelische, 4661 Katholiken; Sprache der einheimischen Bev.: 13.682 deutsch, 10 tschechisch |
| 1900 | 018.675   | deutsche Einwohner (12.462 Evangelische)                                                             |
| 1910 | 21.880    | [ 9 ]                                                                                                |
| 1921 | 19.525    | davon 17.812 Deutsche und 133 Tschechen                                                              |
| 1930 | 22.930    | davon 20.885 Deutsche und 290 Tschechen (11.930 Evangelische)                                        |
| 1939 | 23.123    | davon 12.502 Evangelische, 10.023 Katholiken, 15 sonstige Christen und ein Jude                      |

Bevölkerungsentwicklung nach Ende des Zweiten Weltkriegs
(Stand: 31.12. des jeweiligen Jahres)
| Jahr | Einwohner |
| ---- | --------- |
| 1947 | 11.399    |
| 1950 | 10.784    |
| 1960 | 11.086    |
| 1970 | 11.546    |
| 1980 | 13.936 1  |

| Jahr | Einwohner |
| ---- | --------- |
| 1990 | 13.167    |
| 2000 | 12.260    |
| 2010 | 13.413    |
| 2020 | 13.105    |
| 2022 | 12.804    |

## Kultur und Sehenswürdigkeiten

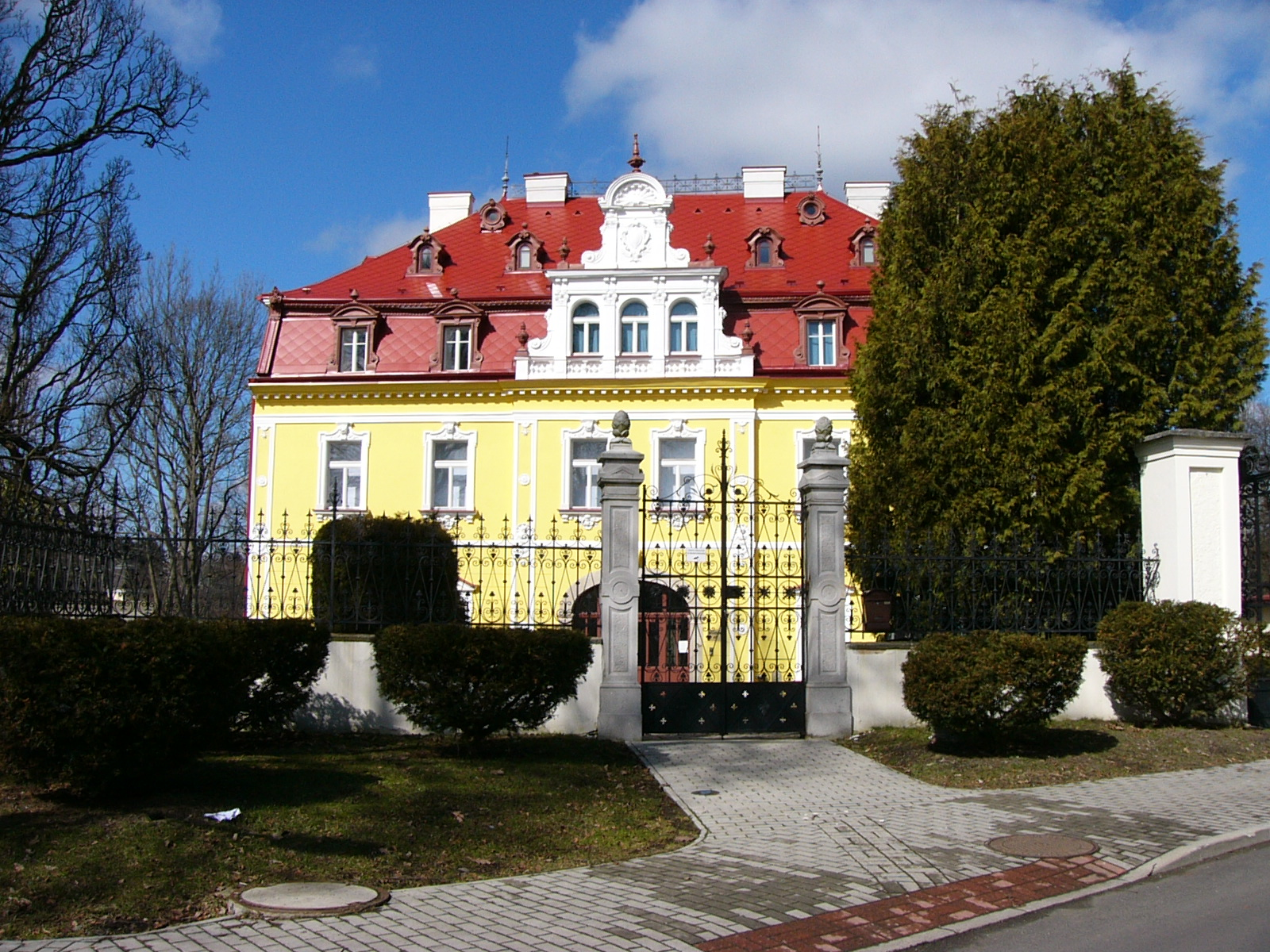
Stadtmuseum

### Museen
- Das Stadtmuseum Aš (mit Textilmuseum) in einem Neurenaissanceschlösschen der Grafen von Zedtwitz informiert über die Geschichte des Ascher Ländchens und zeigt unter anderem eine umfangreiche Handschuhsammlung.

### Bauwerke
- Kirche St. Nikolaus

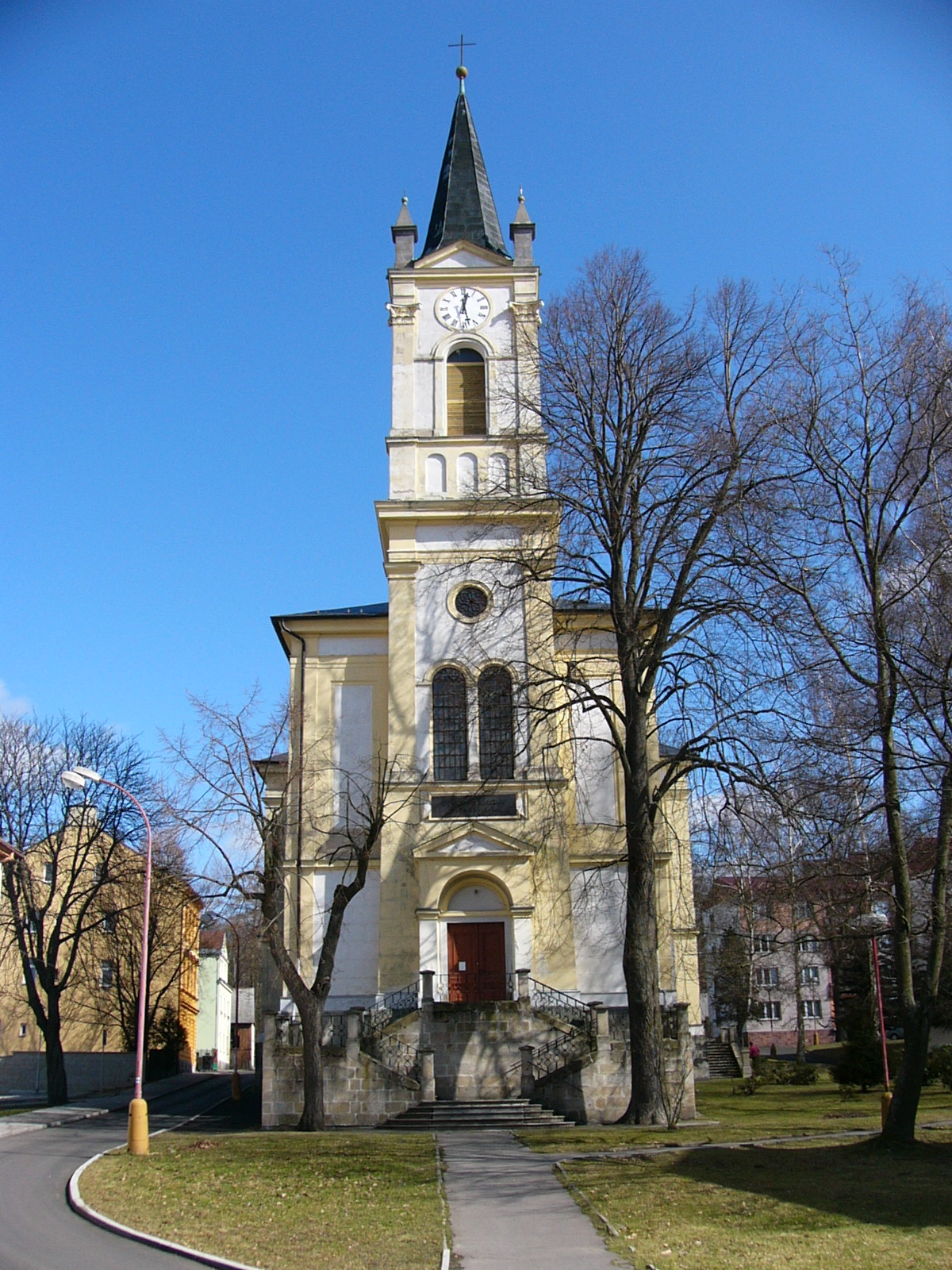
Kirche St. Nikolaus

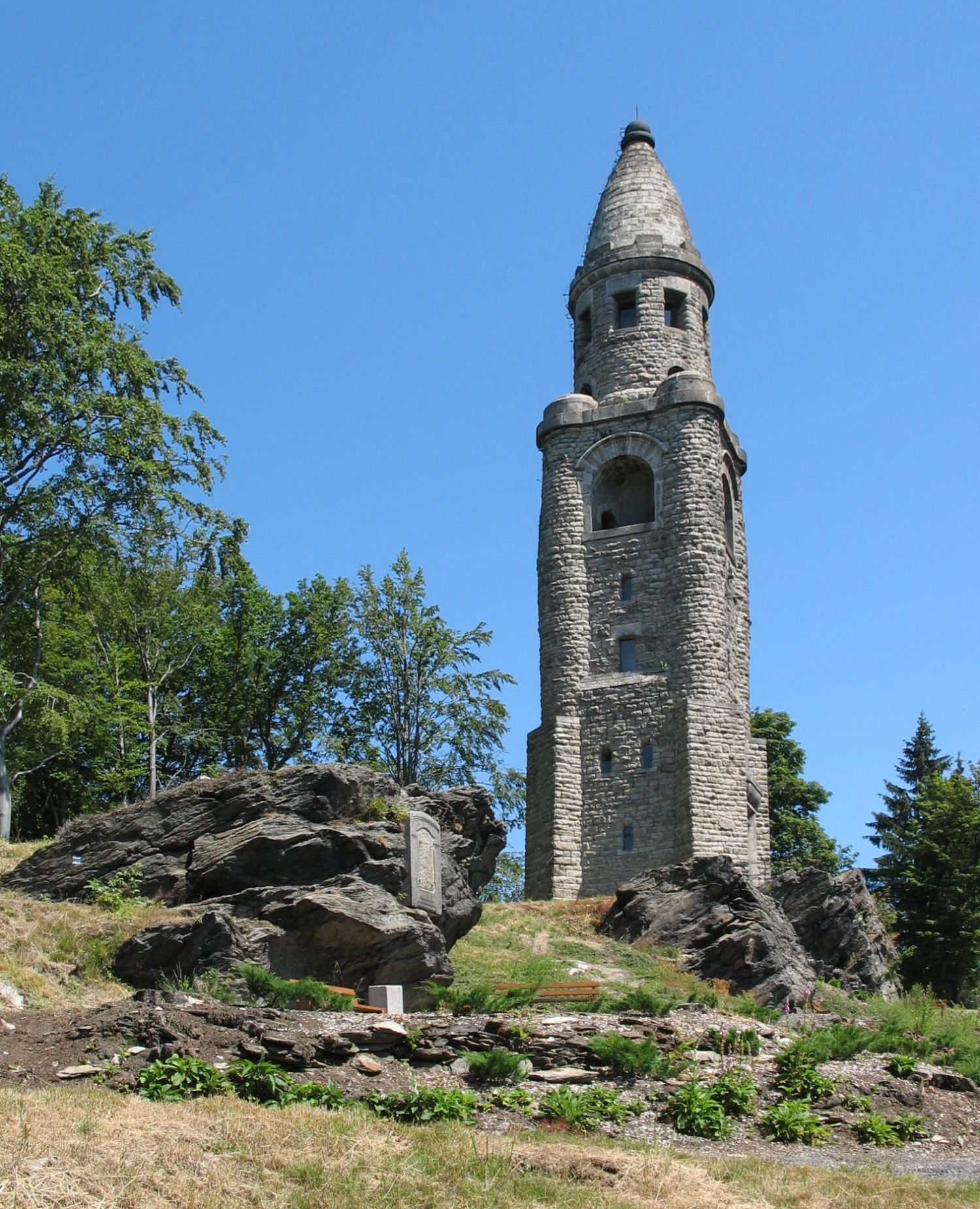
Besteigbarer Bismarckturm auf dem Ascher Hainberg

- Neben dem Rathaus befinden sich die Ruine der evangelischen Stadtkirche, die 1960 bei Renovierungsarbeiten abbrannte, und der Sockel des Martin-Luther-Denkmals.
- Auf dem Háj (Hainberg) in unmittelbarer Umgebung der Stadt befindet sich ein Bismarckturm. Es handelt sich um einen von drei Bismarcktürmen auf dem Gebiet der Tschechischen Republik.
- Schloss Doubrava
- Schloss Kopaniny
- Grand Casino Aš

### Denkmäler
- Goethedenkmal am Goetheplatz
- Martin-Luther-Denkmal von Hans Rößner am Husplatz
- Friedrich-Ludwig-Jahn-Denkmal (mit erneuerter Büste) am Hainberg
- Theodor-Körner-Denkmal (mit erneuerter Büste und Reliefs) am Hainberg
- Friedrich-Schiller-Gedenktafel am Hainberg (erneuert)
- Edvard-Beneš-Denkmal in der Okružní-Straße
- Gustav-Geipel-Denkmal in der Okružní-Straße[17]
- Robert-Schumann-Gedenktafel an der Musikschule in der Šaldova-Straße
- Kriegerdenkmal (1848–1869) am Städtischen Friedhof
- Kriegerdenkmal (Zweiter Weltkrieg) am Städtischen Friedhof
- US-Denkmal am Masarykplatz
- Sowjetisches Denkmal am Städtischen Friedhof
- Denkmal zur Wiedereröffnung des Grenzübergangs Aš-Selb

Ehemalige Denkmäler/Bauwerke
- Josef-II.-Denkmal
- Kriegerdenkmal (Erster Weltkrieg)
- Sowjetisches Denkmal mit der Skulptur eines Soldaten
- Grimm Schusterhaus[18]

## Städtepartnerschaften
- Rehau, Deutschland
- Plauen, Deutschland, seit 1962
- Oelsnitz/Vogtl., Deutschland, seit 2001
- Fiumefreddo di Sicilia, Italien, seit 2004
- Marktbreit, Deutschland, seit 2012
- Selb, Deutschland, seit 2025

Die Stadt ist seit 2002 Mitglied der Vereinigung Freunde im Herzen Europas.

## Wirtschaft
In der ersten Hälfte des 19. Jahrhunderts, als mechanische Webstühle eingeführt wurden, entwickelte sich in der Stadt Asch die Textilindustrie zu einer Haupteinnahmequelle. Zunächst wurden zu Beginn des 19. Jahrhunderts auf Handwebstühlen baumwollene Kopf- und Halstücher, Musseline und Schleier, seit 1830 auch Tischtücher und Möbelstoffe, seit 1842 halb- und reinwollene Damenkleiderstoffe, Halbseidenstoffe und Flanelle hergestellt. In Hranice (Rossbach), dessen Weber schon seit 1833 auf Jacquardmaschinen arbeiteten, stellten die Betriebe zumeist Textilien für Abnehmer in Indien und in Spanisch-Amerika her, unter anderem Brochés, preiswerte Nachahmungen von Kaschmirschals. In der Zeit zwischen den Weltkriegen erlitt die Textilindustrie im Ascher Ländchen durch die wirtschaftlichen und politischen Verhältnisse in der ersten tschechoslowakischen Republik große Verluste, von welchen sich die Stadt bis heute nicht erholt hat. Es haben nur einige kleine Textilbetriebe und metallverarbeitende Werkstätten als Arbeitgeber überstanden.
Die Investorengruppe BCD Holdings kaufte 2007 eine größere Fläche als Baugrund, um einen neuen Industriepark zu gründen. Vorher hatte die BCD-Gruppe versucht, in den Ausbau des in der Nähe von Aš zwischen Plauen und Hof (Saale) liegenden heutigen Verkehrslandeplatzes Hof/Plauen zu investieren.
In dem neu aufzubauenden Industriepark in Aš sollen bis zu 13.000 Arbeitnehmer beschäftigt werden. Es sollen ein Kasino mit Hotel, ein Einkaufszentrum, ein Kongresszentrum, eine private Poliklinik und vier 103 m hohe Wohngebäude für Angestellte errichtet werden; außerdem sind noch Hallen für High-Tech-Industrie der Computerbranche, eine Spedition, ein Vergnügungspark, ein Bürogebäude und weitere drei Wohnhäuser geplant. Die Umsetzung der Pläne verzögerte sich; die Finanzierung des Projektes ist unsicher. Nur eine Umgehungsstraße in Richtung Cheb und Hof (Saale) wurde fertiggestellt.

## Persönlichkeiten

### Ehrenbürger
- Jan. 1939: Konrad Henlein (1898–1945), nationalsozialistischer Politiker und SS-Obergruppenführer[22]

### Söhne und Töchter der Stadt
- Sebastian Knüpfer (1633–1676), Komponist und Thomaskantor
- Josef Adam Braun (1712–1768), deutsch-russischer Physiker und Hochschullehrer
- Friedrich Traugott Wettengel (1750–1824), lutherischer Theologe
- Andreas Leonhardt (1800–1866), Komponist und Kapellmeister
- Johann Traugott Dreyer von der Iller (1803–1871), Professor der Naturwissenschaften, Generalmajor und Oberster Feldarzt der k. k. Armee
- August Geyer (1831–1885), deutsch-österreichischer Strafrechtler, Rechtsphilosoph und Hochschullehrer
- Ernst Bareuther (1838–1905), deutschnationaler Politiker
- Josef Grimm von Hainfels (1853–1946), Feldmarschall-Leutnant (1916), Adelserhebung 1915 als Edler von Hainfels, Sohn eines Ascher Lohnwirkers[23]
- Karl Alberti (1856–1953), Lehrer und Heimatforscher
- Friedrich Panzer (1870–1956), deutscher Altgermanist
- Emil Baumgärtel (1885–1939), österreichischer Politiker (SPÖ)
- Julius Stumpf (1889–1985), sudetendeutscher Lehrer und Kommunalpolitiker (NSDAP)
- Ernst Rosenthal (1890–1969), deutscher Porzellanindustrieller
- Gustav Adolf Geipel (1900–1945), sudetendeutscher Ingenieur, Kaufmann und Kommunalpolitiker (SdP, NSDAP)
- Wilhelm Ludwig (1901–1959), deutscher Genetiker und Biometriker
- Karl Fritzsch (1903–1945), KZ-Kommandant
- Georg Wollner (1903–1948), nationalsozialistischer Politiker
- Ernst Wettengel (1903–1981), nationalsozialistischer Politiker, geboren in Niederreuth
- Benno Tins (1903–1990), Staatswissenschaftler, NSDAP-Kreisleiter in Asch
- Hermann Fischer (1912–1984), Sportler und Widerstandskämpfer gegen den Nationalsozialismus
- Karl Michael Komma (1913–2012), Komponist und Musikwissenschaftler
- Ingeborg Finke-Siegmund (1919–2012), deutsche Pianistin und Klavierpädagogin
- Oskar Fischer (1923–2020), deutscher Politiker und Diplomat, Außenminister der DDR (1975–90)
- Rudolf Hilf (1923–2011), Politikwissenschaftler und Vertriebenenpolitiker
- Ernst Wilfer (1923–2014), deutscher Ingenieur
- Ernst Andreas Friedrich (1924–2013), Pressesprecher und Buchautor
- Anton Bodem (1925–2007), Theologe und Salesianer Don Boscos
- Gerhard Hahn (* 1933), Professor für Ältere deutsche Literatur
- Horst Tomayer (1938–2013), Schriftsteller und Schauspieler
- Günther Fleissner (* 1940), Zoologe
- Werner Helmich (* 1941), Romanist und Hochschullehrer
- Rüdiger Bartelmus (* 1944), Theologe und Professor
- Charly Höllering (1944–2009), deutscher Jazzmusiker und Grafiker
- Wolf Stegemann (* 1944), deutscher Journalist, Buchautor und Lyriker
- Milan Bokša (* 1951), Fußballspieler und -trainer
- Karel Hruza (* 1961), tschechisch-österreichischer Historiker
- Jiří Plíšek (* 1972), Fußballspieler und -trainer
- Lukáš Rešetár (* 1984), Futsalspieler

## Sonstiges
Die Tonfolge A-Es-C-H wurde von Robert Schumann im Klavierzyklus Carnaval verarbeitet. Schumanns Jugendliebe Ernestine von Fricken stammte aus Asch.